# گندمک چینی
گندمک چینی (نام علمی: Stellaria chinensis) نام یک گونه از رده شکم‌پایان است.